# 深石礁
深石礁，三亚市西南海上的岛礁，地理坐标为北纬  18°14'36",东经109° 7'36" 。
1996年，中国政府发布关于领海范围的声明，深石礁是中国领海基点之一。